# Muji

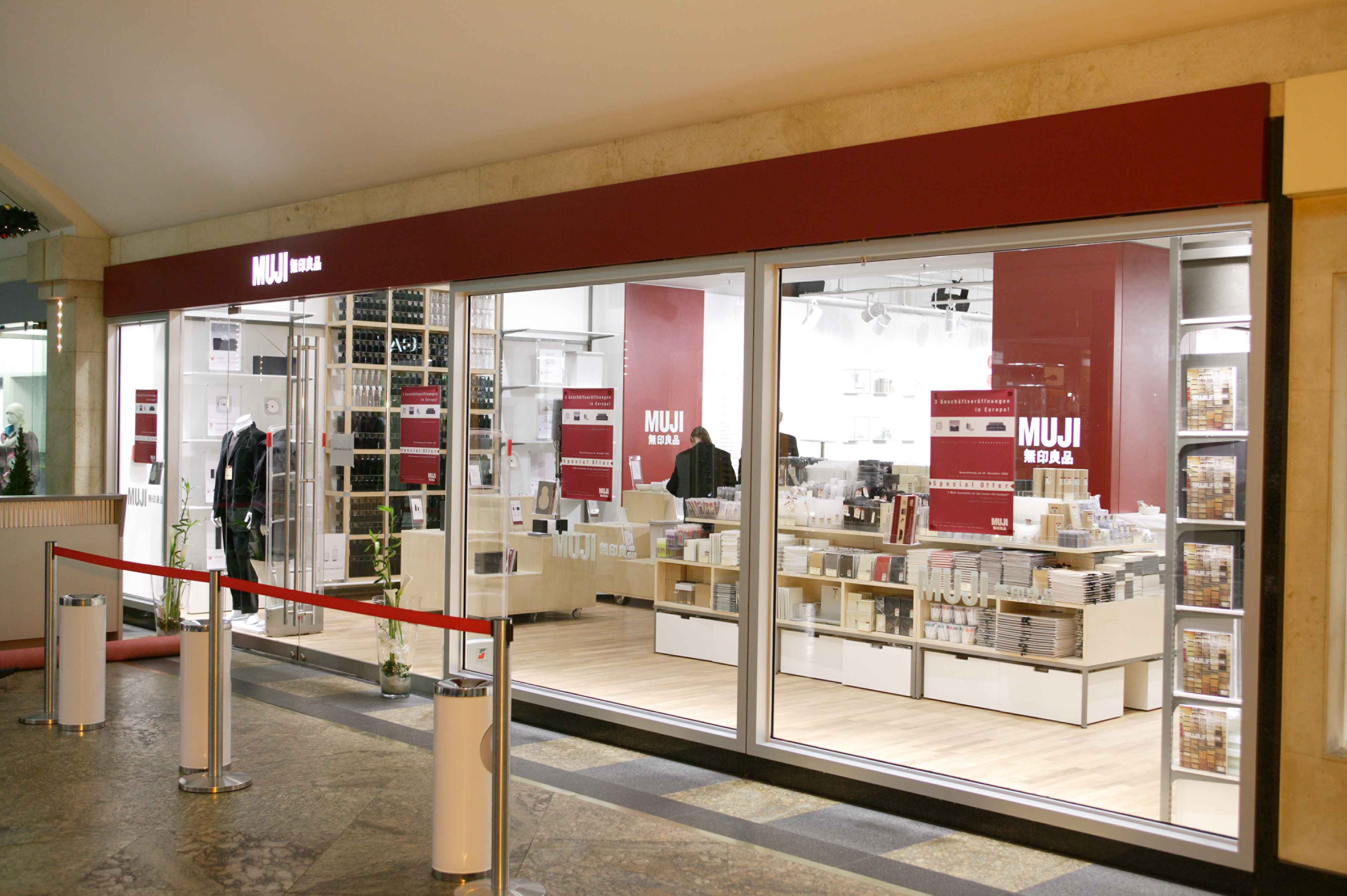
MUJI Store in Düsseldorf

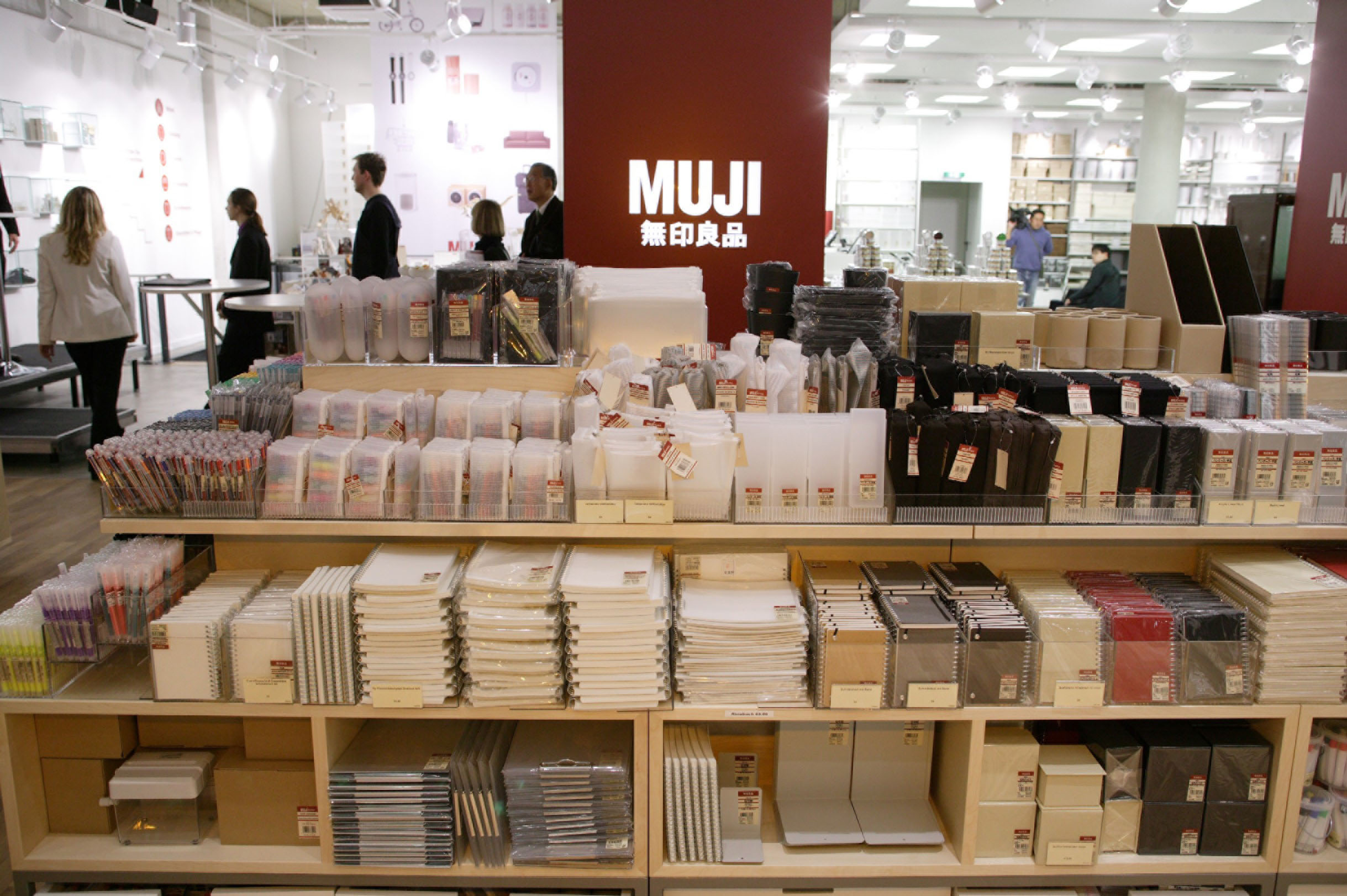
MUJI Store in Düsseldorf

K.K. Ryōhin Keikaku (jap. 株式会社良品計画, Kabushiki kaisha Ryōhin Keikaku; engl. Ryohin Keikaku Co. Ltd.) ist eine japanische Lifestylekette mit Sitz in Toshima, Präfektur Tokio, die im Jahre 1980 gegründet wurde. Unter der Marke mujirushi ryōhin (無印良品, dt. etwa „Markenlose Qualitätsware“), kurz MUJI, ist sie mit über 800 Filialen in 26 Ländern vertreten. Ihre Aktien werden im ersten Segment der Tokioter Börse gehandelt.
In Deutschland gibt es acht „Lifestyle-Stores“ des Unternehmens – je einen in Düsseldorf, München, Köln, Hamburg und Frankfurt am Main und zwei in Berlin.

## Geschichte
Das Unternehmen wurde im Dezember 1980 als Eigenmarke der Kaufhauskette Seibu gegründet. 1983 wurde das erste Ladengeschäft Mujirushi Ryōhin Aoyama (無印良品青山) im Stadtteil Aoyama des Tokioter Bezirks Minato eröffnet. Im Juni 1989 wurde der Unternehmensteil als K.K. Ryōhin Keikaku ausgegliedert und im März 1990 vollständig von Seibu unabhängig. Im Mai 1991 wurde die Auslandstochter Mujirushi Ryohin Europe gegründet und im Juli das erste Ladengeschäft außerhalb Japans in London unter dem Namen Muji West Soho eröffnet. Im Oktober folgte die Gründung der Tochter Mujirushi Ryohin Bermuda Ltd. und im November Mujirushi Ryohin Hong Kong Ltd. Im März 1994 folgte die Gründung der Ryohin Keikaku Europe Ltd. für die Europa-Geschäfte. Im Dezember 1998 wurde das Unternehmen im 2. Segment der Tokioter Börse gelistet und stieg August 2000 in das 1. Segment auf. 2005 gewann das Unternehmen 5 iF product design gold awards. Im Juli wurde die Tochter Muji Deutschland GmbH gegründet und das erste Ladengeschäft in Deutschland in der Düsseldorfer Kö-Galerie eröffnet. 2006 folgte München, 2008 Berlin, 2009 Köln, 2010 Hamburg und 2012 Frankfurt am Main und Hannover (Seit Juli 2016 geschlossen). 2014 eröffnete dann die zweite Berliner Filiale am Leipziger Platz. Im Jahr 2019 wurde im Glattzentrum eine Filiale in der Schweiz eröffnet. Im Jahr 2021 wurde in einer Migros-Filiale in Zürich eine Muji-Shop-in-shop-Filiale eröffnet. Das Konzept mit der Migros konnte sich allerdings nicht lange halten und wurde bereits im Jahr 2023 beendet. Im Dezember 2023 wurde bekanntgegeben, dass die Muji-Filiale in Zürich in April 2024 geschlossen wird.
Im Juli 2020 musste der US-amerikanische Zweig des Unternehmens aufgrund der COVID-19-Pandemie Insolvenz anmelden.
Die Aktien von Ryohin Keikaku wurden erstmals im August 1995 im Freiverkehr der Japanischen Börse notiert. Die größten Eigentümer sind The Master Trust Bank of Japan (9,65 %), Custody Bank of Japan (8,55 %), Mitsubishi Corporation (3,84 %) und Credit Saison (2,25 %).

## Konzept
Der Name ist die Kurzform von Mujirushi Ryōhin, was übersetzt soviel bedeutet wie: „Keine Marke, gute Produkte“. MUJI ist geprägt von der Materialwahl, dem rationellen Herstellungsprozess und der generellen Einfachheit seiner Produkte und ihrer Verpackungen. Die Angebotspalette umfasst Schreibwaren, Büroartikel, Kosmetika, Haushaltsgeräte, Kleidung und Möbel. Namhafte Designer auf der ganzen Welt arbeiten für das japanische Unternehmen, allerdings anonym, so dass bei jedem Produkt unklar bleibt, wer es entworfen hat, da lediglich das Design und die pure Nützlichkeit der Produkte den Kunden überzeugen sollen, nicht aber bekannte Namen.
Der Konzern unterhält unter anderem auch Cafés, Restaurants und Blumenläden. Einige Produkte werden im Londoner Victoria and Albert Museum sowie im New Yorker Museum of Modern Art ausgestellt und verkauft.